# N. K. Jemisin
Œuvres principales
- Trilogie de l'héritage
- La Cinquième Saison
- La Porte de cristal
- Genèse de la cité
- Lumières noires

Nora K. Jemisin, née le 19 septembre 1972 à Iowa City, dans l'Iowa, est une autrice afro-américaine de fiction spéculative.
Son premier roman, Les Cent Mille Royaumes a obtenu le prix Locus du meilleur premier roman 2011.
Elle remporte trois fois d'affilée le prix Hugo du meilleur roman pour les trois tomes des Livres de la terre fracturée en 2016, 2017 et 2018.

## Biographie
Nora Jemisin est née à Iowa City, dans l'Iowa et a grandi à New York et Mobile, en Alabama. Elle a vécu dix ans dans le Massachusetts et déménagé ensuite à New York. Elle a fréquenté l'université Tulane de 1990 à 1994, où elle a obtenu une licence en psychologie. Elle a continué ses études avec une formation de conseillère d'orientation et obtenu un Master en éducation à l'université du Maryland.
En 2002, elle participe aux ateliers d'écriture Viable Paradise (en) avant d'être publiée pour la première fois en 2004. Sa nouvelle Non-Zero Probabilities est nommée au prix Nebula de la meilleure nouvelle courte 2009 et au prix Hugo de la meilleure nouvelle courte 2010. Puis en 2010 est publié Les Cent Mille Royaumes, qui reçoit le prix Locus du meilleur premier roman 2011.
En 2016, 2017 et 2018 les trois romans de sa trilogie des Livres de la terre fracturée obtiennent chacun le prix Hugo du meilleur roman, en plus d'autres prix prestigieux comme le prix Locus du meilleur roman de fantasy ou le prix Nebula du meilleur roman.
Sa nouvelle Emergency Skin reçoit le prix Hugo de la meilleure nouvelle longue 2020. Genèse de la cité, le premier roman de sa série Mégapoles, est récompensé par le prix British Science Fiction du meilleur roman 2020 ainsi que le prix Locus du meilleur roman de fantasy 2021.

## Œuvres

### Univers de l'héritage

#### Trilogie de l'héritage
1. Les Cent Mille Royaumes, Orbit, 2010 ((en) The Hundred Thousand Kingdoms, 2010), trad. Alexandra Maillard, 336 p.  (ISBN 978-2-360-51023-8)Réédition, Le Livre de poche, coll. « Orbit » no 32700, 2012, 456 p. (ISBN 978-2-253-13489-3) - Prix Locus du meilleur premier roman 2011 et prix Elbakin.net du meilleur roman étranger 2011
2. Les Royaumes déchus, Orbit, 2011 ((en) The Broken Kingdoms, 2010), trad. Alexandra Maillard, 350 p.  (ISBN 978-2-36051-025-2)Réédition, Le Livre de poche, coll. « Orbit » no 32701, 2013, 504 p. (ISBN 978-2-253-13490-9)
3. Le Royaume des dieux, Orbit, 2012 ((en) The Kingdom of Gods, 2011), trad. Alexandra Maillard, 482 p.  (ISBN 978-2-36051-048-1)Réédition, Le Livre de poche, coll. « Orbit » no 32702, 2016, 672 p. (ISBN 978-2-253-13491-6)

#### Recueil de nouvelles
- (en) The Awakened Kingdom and Other Stories, 2019

### SérieDreamblood
1. La Lune tueuse, Pygmalion, 2023 ((en) The Killing Moon, 2012), trad. Pierre-Paul Durastanti, 400 p.  (ISBN 978-2-7564-3570-1)Réédition sous le titre The Killing Moon, J'ai lu, coll. « Science-fiction » no 14331, 2025, 480 p. (ISBN 978-2-290-40102-6)
2. The Shadowed Sun, J'ai lu, coll. « Nouveaux Millénaires », 2025 ((en) The Shadowed Sun, 2012), trad. Pierre-Paul Durastanti, 544 p.  (ISBN 978-2-290-41085-1)

### SérieLes Livres de la terre fracturée
1. La Cinquième Saison, J'ai lu, coll. « Nouveaux Millénaires », 2017 ((en) The Fifth Season, 2015), trad. Michelle Charrier, 480 p.  (ISBN 978-2-290-14423-7)Réédition, J'ai lu, coll. « Science-fiction » no 12712, 2019, 576 p. (ISBN 978-2-290-17284-1) - Prix Hugo du meilleur roman 2016 et prix Planète SF des blogueurs 2018
2. La Porte de cristal, J'ai lu, coll. « Nouveaux Millénaires », 2018 ((en) The Obelisk Gate, 2016), trad. Michelle Charrier, 445 p.  (ISBN 978-2-290-14426-8)Réédition, J'ai lu, coll. « Science-fiction » no 12751, 2019, 512 p. (ISBN 978-2-290-17285-8) - Prix Hugo du meilleur roman 2017
3. Les Cieux pétrifiés, J'ai lu, coll. « Nouveaux Millénaires », 2018 ((en) The Stone Sky, 2017), trad. Michelle Charrier, 445 p.  (ISBN 978-2-290-14430-5)Réédition, J'ai lu, coll. « Science-fiction » no 12927, 2020, 512 p. (ISBN 978-2-290-22877-7) - Prix Hugo du meilleur roman 2018, prix Locus du meilleur roman de fantasy 2018 et prix Nebula du meilleur roman 2017

### SérieMégapoles
1. Genèse de la cité, J'ai lu, coll. « Nouveaux Millénaires », 2021 ((en) The City We Became, 2020), trad. Michelle Charrier, 384 p.  (ISBN 978-2-290-23251-4)Réédition, J'ai lu, coll. « Science-fiction » no 13800, 2023, 480 p. (ISBN 978-2-290-38272-1) - Prix British Science Fiction du meilleur roman 2020 et prix Locus du meilleur roman de fantasy 2021
2. Némésis de la cité, J'ai lu, coll. « Nouveaux Millénaires », 2023 ((en) The World We Make, 2022), trad. Michelle Charrier, 480 p.  (ISBN 978-2-290-23250-7)Réédition, J'ai lu, coll. « Science-fiction » no 14118, 2024, 480 p. (ISBN 978-2-290-40103-3)

### UniversMass Effect

#### SérieAndromeda
1. Initiation, Milady, 2017 ((en) Initiation, 2016), trad. Claire Jouanneau, 384 p. (ISBN 978-2-8112-3651-9)Écrit avec Mac Walters.

### Recueils de nouvelles
- Lumières noires, J'ai lu, coll. « Nouveaux Millénaires », 2019 ((en) How Long 'til Black Future Month?, 2018), trad. Michelle Charrier, 384 p.  (ISBN 978-2-290-21045-1)Prix Locus du meilleur recueil de nouvelles 2019

### Comics
- Far Sector, Urban Comics, 2022 ((en) Far Sector, 2021), trad. Benjamin Viette, 312 p.  (ISBN 979-10-268-2683-5)Dessiné par Jamal Campbell - Prix Hugo de la meilleure histoire graphique 2022